# إليوت براون
إليوت براون (بالإنجليزية: Elliott Browne)‏ (10 أكتوبر 1847 في المملكة المتحدة - 10 مارس 1915 في المملكة المتحدة) هو لاعب كريكت بريطاني (وحمل سابقاً جنسية المملكة المتحدة لبريطانيا العظمى وأيرلندا). لعب مع نادي مقاطعة غلوستر للكريكت ‏.

## وصلات خارجية
- إليوت براون على موقع إي آس بي آن كريك إنفو (الإنجليزية)